# Sean P.
Sean Joseph mais conhecido pelo seu nome artístico Sean P., (Atlanta, Georgia, 7 de março de 1978), é um rapper e compositor norte-americano. Anteriormente por Sean Paul, em seguida mudou seu nome artístico para não ser confundido com o cantor jamaicano de mesmo nome, Sean Paul. O rapper integra a dupla YoungBloodZ.
Sean P. em carreira solo fez sucesso com vários singles como "Do It to It" com Cherish, You Should Be My Girl com Sammie e Snap Yo Fingers com Lil Jon e E-40.
Atualmente o músico está trabalhando em um projeto de álbum solo. O primeiro do álbum já foi lançado "Shoes Match The Hat" pela gravadora Cristal Carter. O rapper possui um álbum solo, titulado Hood Anthems.

## Ligação externa
Twiiter